# 大島裕行
大島 裕行（おおしま ひろゆき、1981年6月15日 - ）は、埼玉県出身の元プロ野球選手（外野手）、コーチ。

## 経歴

### プロ入り前
埼玉栄高校時代から注目を集めていた長打力が持ち味。1998年第80回全国高等学校野球選手権大会に出場、1回戦沖縄水産高戦で新垣渚投手から逆転本塁打を放つ（2回戦敗退）。彼は2年生だったがこの活躍で一躍注目される存在となる。直後の第3回AAAアジア野球選手権大会日本代表にも選出された。3年時は鳥谷敬のいる聖望学園に敗れて甲子園出場はならなかった。
高校時代は通算本塁打86本（歴代6位）を記録（2007年に中田翔に破られるまでの歴代最多記録）。早くから注目を集め、埼玉の怪物と呼ばれたほどである。
5球団が1位指名を狙っていると言われたが、本人が地元の西武ライオンズ入りを熱望したため西武が指名。

### プロ入り後
2002年（3年目）、一軍初出場・初本塁打を記録した。
2003年、左の強打者としてブレイクし、後半では5番も任された。終盤まで打撃の好調を維持し、96試合に出場して打率.307、7本塁打、18二塁打を記録した。
2004年、6番右翼手で自身初の開幕スタメンの座を手に入れた。開幕直後は好調だったがすぐに失速し、8本塁打を記録したものの打率は大きく下がった。
2005年、二軍で打率.303を記録したが、一軍では50試合に出場してわずか1本塁打に終わった。
2006年は二軍でチームトップの打率.270を挙げたが、一軍では9試合で打率.133に終わった。
2007年、開幕一軍の座をつかみ、春先は左の代打の切り札として活躍。4月14日の対千葉ロッテマリーンズ戦では小林雅英から9回表に代打で逆転2点適時打を打ち、代打5打席連続安打を記録した。代打での打率は.412、得点圏打率は.333とチャンスで活躍したが、スタメン起用された試合では18打数1安打で、打率は.216と伸び悩み、6月に二軍落ち。二軍では打率. 279、5本塁打を打ち主軸打者として活躍したが、一軍再昇格はならなかった。
2008年、5月1日の対福岡ソフトバンクホークス戦ではD.J.ホールトンからサヨナラ打の呼び水となる同点適時打や、9月2日のロッテ戦ではプロ入り初の4番でスタメン起用され、渡辺俊介から3年ぶりの本塁打を放つなど、復調の兆しを見せた。
2009年、本人の怪我や、他の左打者の台頭もあって1軍出場はなかった。
2010年、6月に昇格すると以降コンスタントに出場。8月13日の対オリックス・バファローズ戦で3安打を放ち、5年ぶりの猛打賞をマークした。ちなみに、この年放った2本の本塁打は、両方とも同い年でプロ入り同期高山久とのアベック本塁打だった。
2011年は26試合、2012年は5試合と、世代交代の波にのまれて、2年とも本塁打は0本。
2012年10月2日、同じチームメイトであるマイケル中村とともに引退を発表。10月30日に、同僚の平尾博嗣、阿部真宏と共に任意引退公示された。

### 引退後
その後、球団から副寮長に就任することが発表された。着けていた背番号51は埼玉栄高校の後輩である木村文紀へと引き継がれた。2015年シーズンからはスカウト担当編成部を務めた。
2023年シーズンからはファーム打撃コーチとして現場に復帰した。背番号は88。2024年は三軍の対外試合の際に、大島が監督扱いでベンチ入りすることもあった。2025年からは二軍野手コーチに配置転換された。

## 人物
愛称はサルゲッチュからとった「ゲッチュ」。快活な性格でチーム内ではムードメーカーでありイジられキャラでもあった。

## 詳細情報

### 年度別打撃成績
| 年 度      | 球 団      | 試 合 | 打 席 | 打 数 | 得 点 | 安 打 | 二 塁 打 | 三 塁 打 | 本 塁 打 | 塁 打 | 打 点 | 盗 塁 | 盗 塁 死 | 犠 打 | 犠 飛 | 四 球 | 敬 遠 | 死 球 | 三 振 | 併 殺 打 | 打 率 | 出 塁 率 | 長 打 率 | O P S |
| ---------- | ---------- | ----- | ----- | ----- | ----- | ----- | -------- | -------- | -------- | ----- | ----- | ----- | -------- | ----- | ----- | ----- | ----- | ----- | ----- | -------- | ----- | -------- | -------- | ----- |
| 2002       | 西武       | 36    | 80    | 70    | 13    | 15    | 5        | 0        | 3        | 29    | 7     | 0     | 0        | 0     | 1     | 9     | 1     | 0     | 16    | 3        | .214  | .300     | .414     | .714  |
| 2003       | 西武       | 96    | 273   | 254   | 29    | 78    | 18       | 0        | 7        | 117   | 33    | 2     | 1        | 0     | 2     | 16    | 2     | 1     | 53    | 6        | .307  | .348     | .461     | .809  |
| 2004       | 西武       | 68    | 191   | 179   | 24    | 44    | 5        | 2        | 8        | 77    | 27    | 1     | 0        | 0     | 1     | 10    | 1     | 1     | 46    | 4        | .246  | .288     | .430     | .718  |
| 2005       | 西武       | 50    | 106   | 102   | 6     | 23    | 4        | 0        | 1        | 30    | 9     | 0     | 1        | 0     | 1     | 3     | 1     | 0     | 14    | 3        | .225  | .245     | .294     | .539  |
| 2006       | 西武       | 9     | 16    | 15    | 0     | 2     | 0        | 0        | 0        | 2     | 1     | 0     | 0        | 0     | 0     | 0     | 0     | 1     | 2     | 1        | .133  | .188     | .133     | .321  |
| 2007       | 西武       | 27    | 39    | 37    | 5     | 8     | 3        | 0        | 0        | 11    | 8     | 0     | 0        | 0     | 1     | 1     | 0     | 0     | 9     | 0        | .216  | .231     | .297     | .528  |
| 2008       | 西武       | 38    | 86    | 74    | 6     | 18    | 4        | 0        | 2        | 28    | 7     | 0     | 1        | 2     | 0     | 10    | 1     | 0     | 14    | 2        | .243  | .333     | .378     | .712  |
| 2010       | 西武       | 51    | 121   | 115   | 10    | 30    | 4        | 0        | 2        | 40    | 11    | 0     | 0        | 2     | 2     | 2     | 0     | 0     | 26    | 3        | .261  | .269     | .348     | .617  |
| 2011       | 西武       | 26    | 70    | 62    | 0     | 12    | 1        | 0        | 0        | 13    | 3     | 0     | 0        | 2     | 0     | 6     | 0     | 0     | 11    | 1        | .194  | .265     | .210     | .474  |
| 2012       | 西武       | 5     | 9     | 9     | 1     | 2     | 1        | 0        | 0        | 3     | 0     | 0     | 0        | 0     | 0     | 0     | 0     | 0     | 3     | 0        | .222  | .222     | .333     | .556  |
| 通算：10年 | 通算：10年 | 406   | 991   | 917   | 94    | 232   | 45       | 2        | 23       | 350   | 106   | 3     | 3        | 6     | 8     | 57    | 6     | 3     | 194   | 23       | .253  | .296     | .382     | .671  |

### 年度別守備成績
| 年 度 | 球 団 | 一塁  | 一塁  | 一塁  | 一塁  | 一塁  | 一塁     | 外野  | 外野  | 外野  | 外野  | 外野  | 外野     |
| 年 度 | 球 団 | 試 合 | 刺 殺 | 補 殺 | 失 策 | 併 殺 | 守 備 率 | 試 合 | 刺 殺 | 補 殺 | 失 策 | 併 殺 | 守 備 率 |
| ----- | ----- | ----- | ----- | ----- | ----- | ----- | -------- | ----- | ----- | ----- | ----- | ----- | -------- |
| 2002  | 西武  | 2     | 10    | 1     | 0     | 0     | 1.000    | 16    | 6     | 0     | 0     | 0     | 1.000    |
| 2003  | 西武  | -     | -     | -     | -     | -     | -        | 63    | 120   | 2     | 4     | 0     | .968     |
| 2004  | 西武  | -     | -     | -     | -     | -     | -        | 31    | 52    | 2     | 2     | 1     | .964     |
| 2005  | 西武  | -     | -     | -     | -     | -     | -        | 30    | 45    | 1     | 0     | 0     | 1.000    |
| 2006  | 西武  | 2     | 9     | 2     | 0     | 2     | 1.000    | 2     | 4     | 0     | 0     | 0     | 1.000    |
| 2007  | 西武  | 2     | 4     | 0     | 0     | 0     | 1.000    | 6     | 8     | 0     | 0     | 0     | 1.000    |
| 2008  | 西武  | 17    | 107   | 12    | 3     | 13    | .975     | 13    | 8     | 0     | 0     | 0     | 1.000    |
| 2010  | 西武  | 8     | 28    | 3     | 0     | 2     | 1.000    | 41    | 43    | 1     | 1     | 1     | .978     |
| 2011  | 西武  | -     | -     | -     | -     | -     | -        | 19    | 25    | 1     | 0     | 0     | 1.000    |
| 通算  | 通算  | 31    | 158   | 18    | 3     | 17    | .983     | 221   | 311   | 7     | 7     | 2     | .978     |

### 記録
初記録
- 初出場：2002年4月14日、対福岡ダイエーホークス3回戦（西武ドーム） 、7回裏に犬伏稔昌の代打として出場
- 初打席・初安打：同上、7回裏に倉野信次から左前安打
- 初打点：2002年4月15日、対千葉ロッテマリーンズ3回戦（千葉マリンスタジアム）、8回表に小林宏之から適時二塁打
- 初先発出場：2002年4月16日、対千葉ロッテマリーンズ4回戦（千葉マリンスタジアム）、6番・指名打者として先発出場
- 初本塁打：2002年6月12日、対オリックス・ブルーウェーブ12回戦（グリーンスタジアム神戸）、7回表に小倉恒から左越ソロ
- 初盗塁：2003年8月31日、対オリックス・ブルーウェーブ23回戦（西武ドーム）、6回裏に二盗（投手：小林宏、捕手：三輪隆）

### 背番号
- 51（2000年 - 2012年）
- 88（2023年 - ）